# Klavdija Kutnar

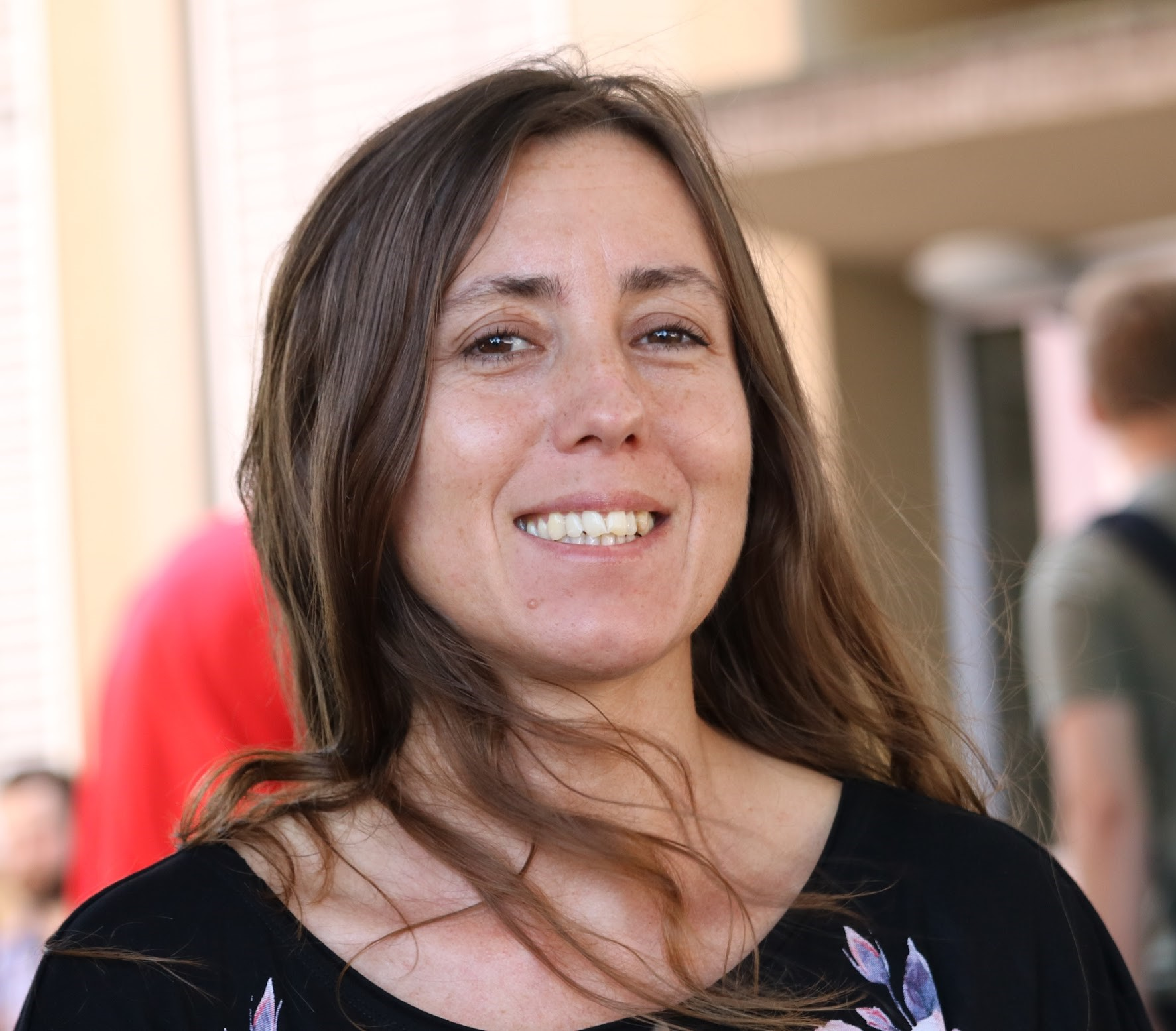
Klavdija Kutnar

Klavdija Kutnar (* 23. Dezember 1980 in Ljubljana) ist eine slowenische Mathematikerin. Sie promovierte 2008 an der Universität von Primorska (UP) und ist seit 2019 deren Rektorin.

## Leben
Klavdija Kutnar wurde am 23. Dezember 1980 in Ljubljana, Slowenien, geboren. Sie schloss 2003 ihr Studium an der Pädagogischen Fakultät der Universität Ljubljana ab und promovierte 2008 in Mathematik an der Universität Primorska unter der Leitung von Dragan Marušič. Von 2010 bis 2012 war sie Leiterin der Abteilung für Mathematik am Institut Andrej Marušič der Universität Primorska (UP IAM). Im Jahr 2012 wurde sie zur Dekanin der Fakultät für Mathematik, Naturwissenschaften und Informationstechnologie der Universität Primorska (UP FAMNIT) gewählt und ist seit 2015 gleichzeitig stellvertretende Direktorin der UP IAM. Im Jahr 2018 wurden ihr die Titel eines Forschungsberaters und eines ordentlichen Professors für Mathematik an der Universität Primorska verliehen. Im Jahr 2019 wurde sie zur vierten Rektorin der Universität Primorska.

## Forschung
Kutnars Hauptforschungsgebiet ist die algebraische Graphentheorie. Zu Beginn ihrer Forschungslaufbahn arbeitete sie auch in der mathematischen Chemie. Sie ist bekannt für ihren Beitrag zur Untersuchung der strukturellen Eigenschaften bestimmter Familien symmetrischer Graphen und insbesondere für ihre Rolle bei der Entwicklung einer originellen Methode zur Einbettung von Graphen auf Oberflächen, um Spezialfälle der bekannten Lovász-Vermutung zu lösen: das Problem der Suche nach Hamiltonschen Pfaden und Zyklen in vertex-transitiven und Cayley-Graphen. Sie ist Mitglied des Forschungsprogramms P1-0285, das von der Slowenischen Forschungsagentur (ARRS) finanziert und von Prof. Dragan Marušič, PhD, geleitet wird. Im Jahr 2018 war sie die erste slowenische Mathematikerin, die ein von der ARRS finanziertes Grundlagenforschungsprojekt erhielt (J1-9110).

## Karriere
Kutnar ist seit 2016 Mitglied des Redaktionsausschusses der Zeitschrift Ars Mathematica Contemporanea und seit 2018 deren Chefredakteurin. Sie ist außerdem Mitglied der Redaktionsausschüsse des Bulletin of the Institute of Combinatorics and its Applications und der Algebraischen Kombinatorik sowie geschäftsführende Herausgeberin der wissenschaftlichen Zeitschrift ADAM – The Art of Discrete and Applied Mathematics.
Sie war stellvertretende Vorsitzende des Organisationskomitees des 8. Europäischen Mathematikerkongresses 2021 und Mitglied des internationalen Beratungsausschusses für den Internationalen Mathematikerkongress 2022, der ursprünglich in St. Petersburg, Russland, stattfinden sollte.
Sie ist Gründungsmitglied und Sekretärin der Slowenischen Gesellschaft für Diskrete und Angewandte Mathematik. Seit 2017 ist sie Mitglied des Rates des InnoRenew CoE (Exzellenzzentrum für Forschung und Innovation auf dem Gebiet der erneuerbaren Materialien und einer gesunden Lebensumgebung) und Leiterin des Investitionsprojekts „Renewable Materials and Healthy Environments Research and Innovation Center of Excellence – InnoRenew CoE“ an der UP FAMNIT.
Im Jahr 2017 wurde Kutnar von der Ministerin in die Arbeitsgruppe zur Unterstützung des Peer-Counseling-Projekts zur Finanzierung der Hochschulbildung in Slowenien berufen. Sie ist auch Mitglied des Rates der Republik Slowenien für Preise und Auszeichnungen für herausragende Leistungen in Wissenschaft, Forschung und Entwicklung. Im Jahr 2019 wurde sie zur Vorsitzenden des Rates der Republik Slowenien für Hochschulbildung ernannt.

## Privates
Klavdija Kutnar hat eine Zwillingsschwester, Andreja Kutnar, die 2018 mit der Zois-Auszeichnung für wichtige wissenschaftliche Leistungen im Bereich der Holzforschung ausgezeichnet wurde und die Direktorin des InnoRenew CoE ist.